# ジャパンタイムズウィークリー
ジャパンタイムズウィークリー（The Japan Times Weekly）は、ジャパンタイムズ社が刊行していた英字週刊紙。「The Japan Times On Sunday」を経て、現在は「The Japan Times / The New York Times weekend edition」として発行されている。毎週土曜日発行。英語初学者向けには他にThe Japan Times Alphaがある。

## 歴史
1897年、前身となるジャパン・ウィークリータイムズが The Japan Times と同時創刊。その後、日刊紙の合併に伴って統合された。
1956年、日刊紙が「The Japan Times」へと題号を改めたのに続いて、1961年9月8日、「The Japan Times Weekly」が創刊した。当初は、週刊のニュースダイジェストとして外国人読者も想定されており、1990年には、The Japan Times Weekly International Editionのロサンゼルス印刷が開始されたが、後に撤退している。のちに英語のレベルは「TOIEC650点以上、大学生以上のレベル」と言われていた。
2013年10月12日号(Vol.53 No.40)をもって「The Japan Times Weekly」は終刊し、2013年10月20日号(Vol.53 No.41)より日曜日発行「The Japan Times On Sunday」がThe Japan Times本紙週末版として創刊された。これは本紙のインターナショナル・ニューヨーク・タイムズとの合同版発行（月～土曜日）に伴うものであった。
2021年03月28日号(Vol.61 No.13)をもって「The Japan Times On Sunday」は終刊し、日曜版は廃止され、2021年4月3日号より土曜日発行「The Japan Times / The New York Times weekend edition」が創刊された。

## 概要
かつてはネイティブ話者に通用する実用英語を英語学習者に提供することを目的としており、政治経済、文化、科学、スポーツ、エンターテイメント、論評など、The Japan Timesに掲載された記事を中心に、通信社の記事も加えた記事選択が行われていた。現在のThe Japan Times / The New York Times weekend editionはThe Japan Times本紙の週末版として位置づけられ、さらに「The New York Times International Edition」の週末版が加えられている。